# 宇野亜由美
宇野 亜由美（うの あゆみ）は、日本の漫画家。山口県出身。
兄はセガ・インタラクティブの宇野薫。

## 経歴
1993年、『LaLa DX』（白泉社）10月10日号に掲載された「風呂上がりの情事」でデビュー。
代表作は1996年から2005年まで『LaLa』などで連載された『オコジョさん』シリーズ。この作品はアニメ化され、『しあわせソウのオコジョさん』のタイトルで2001年10月よりテレビ東京系にて放映（全51話）された。

## 作品リスト
- アジア行かされまくり
- リゾート行かされまくり
- ぼくらはみんな高血圧!
- オコジョさん（『しあわせソウのオコジョさん』の題でアニメ化）
- しあわせソウのオコジョさん（アニメ版『しあわせソウのオコジョさん』の設定を用いた漫画）
- 無理矢理おしかけまSHOW
- 向日館の人びと
- ぶらり裁判ボーチョー
- 婚圧ファイター